# Braque Dupuy
Die Braque Dupuy oder Braque Lévrier war eine von der FCI anerkannte französische Hunderasse (ehemals FCI-Gruppe 7, Sektion 1.1, Standard-Nr. 178), die heute noch von der SCC anerkannt wird. Sie gehörte zu den Bracken.

## Geschichte
Die Braque Dupuy wurde zu Beginn des 19. Jahrhunderts von einem Jäger aus dem Poitou namens Pierre Dupuy entwickelt. Zu ihren Vorfahren gibt es verschiedene Theorien, unter anderem soll sie auf eine Kreuzung zwischen einer Braque Français und einem Windhund (frz. Lévrier) zurückgehen. Demzufolge wäre die Rasse ursprünglich als Lurcher zu betrachten gewesen.
Der letzte publizierte Rassestandard der Braque Dupuy datiert von 1963. Die FCI betrachtet die Rasse als inzwischen ausgestorben und hat sie aus ihren Listen gestrichen.

## Beschreibung
Die Braque Dupuy war ein großer, eher leicht, aber dennoch kräftig gebauter Hund von eleganter Erscheinung. Rüden waren im Allgemeinen stärker gewinkelt als Hündinnen, besonders in der Hinterhand. Der Kopf war eher lang, ohne Hautfalten, mit anliegenden Lefzen, ohne Stop; die Augen waren gelb oder braun, die Ohren sehr fein und glatt, auf Augenhöhe angesetzt, eher lang als kurz und leicht nach hinten gefaltet.
Das Fell war glatt und ziemlich kurz, besonders am Kopf und an den Ohren. Die Farbe war weiß mit braunen Flecken, bevorzugt mit braunem Sattel, wobei Schnauze und Augenbrauen immer weiß zu sein hatten.